# Sint-Pauluskerk (Westmalle)
De Sint-Pauluskerk is een kerkgebouw in de tot de Antwerpse gemeente Malle behorende plaats Westmalle, gelegen aan Sint-Pauluslaan 2.
Het kerkgebouw werd ontworpen door Marc Dessauvage en is ingewijd in 1967. De bedoeling was om deze kerk als het ware te verstoppen in de bossen.
Het is een vrij laag kerkgebouw met plat dak, in de stijl van het naoorlogs modernisme. Een schuine lichtwand zorgt voor verlichting binnenin en contact met de natuur buiten. Het interieur, eveneens door Dessauvage ontworpen, is sober en nodigt uit tot rust en bezinning.
In de nabijheid, aan Sint-Pauluslaan 6, bevindt zich het klooster van de zusters Annunciaten en in het zuiden vindt men de Abdij van Westmalle.